# カーリン・クローグ
カーリン・クローグ（Karin Krog、1937年5月15日 - ）は、ノルウェーのジャズ歌手である。彼女は、ノルウェーの作曲家、音楽家、遺伝学者、民俗学者、地元の歴史家であるアンダース・ヘイエルダール（1832年–1918年）の曾孫娘であり、ジャズ・ジャーナリストのヨハネス（ジョーズ）・バーグ（1932年–2001年）と結婚した（1957年–2001年）。

## 略歴

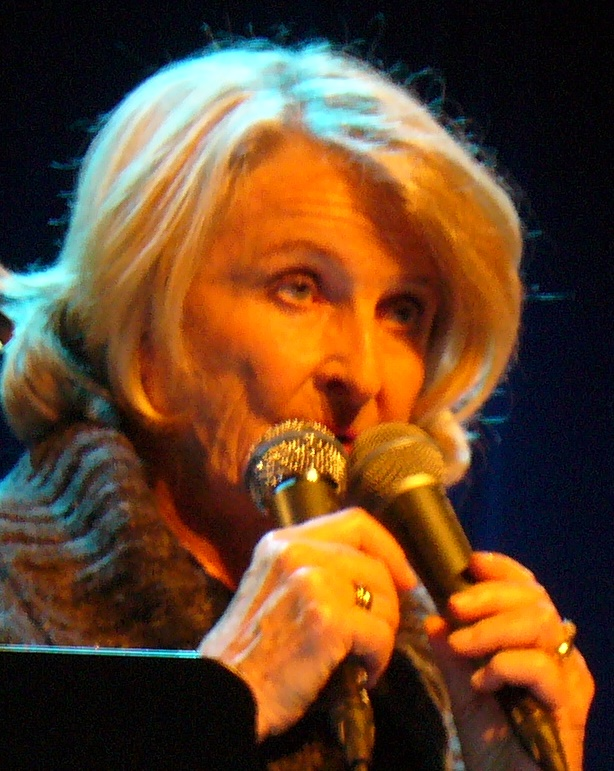
カーリン・クローグ（2014年）

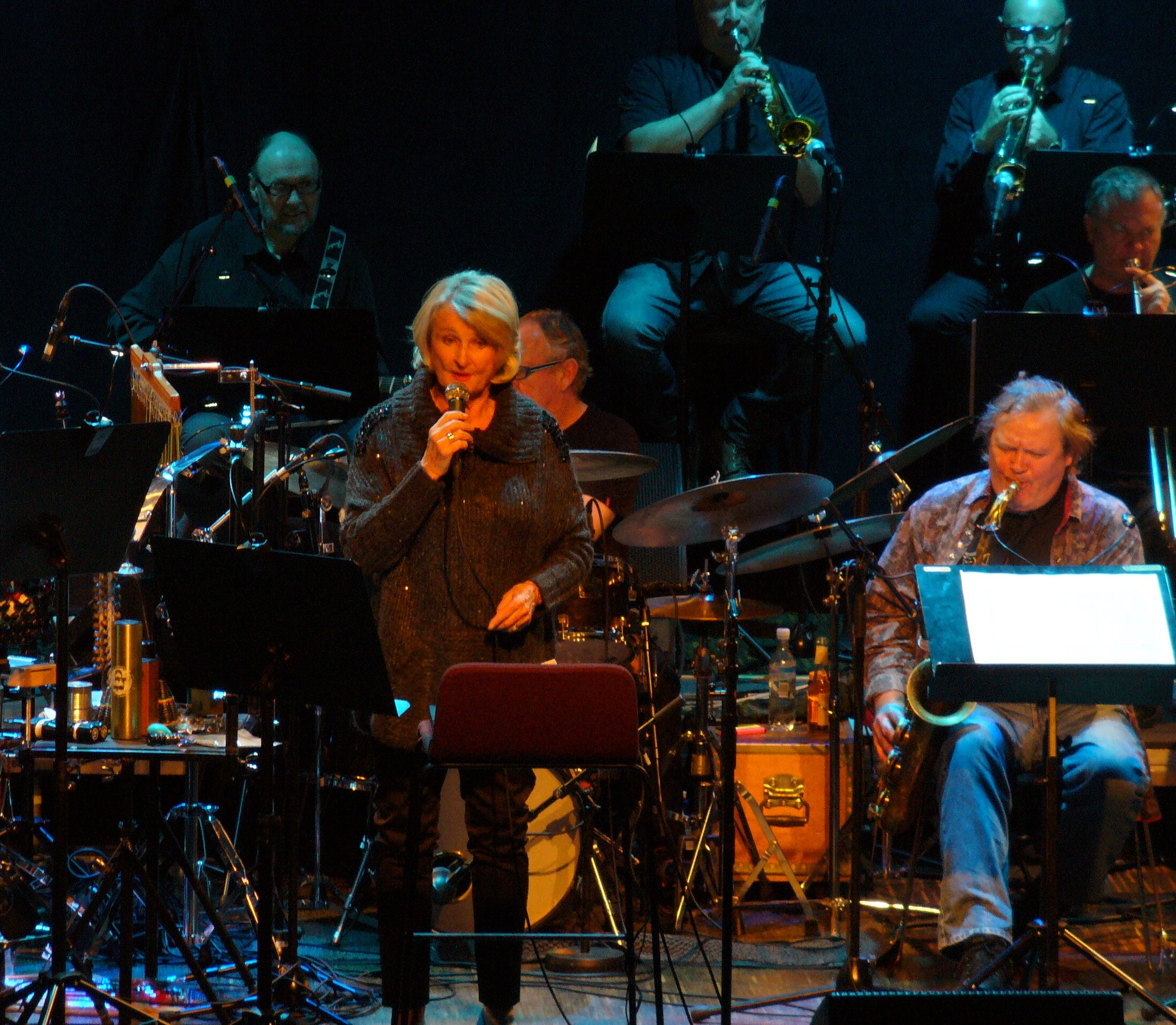
カーリン・クローグ（2014年）

クローグは10代の頃からジャズを歌い始め、オスロでのジャズ・セッションで演奏しているときに注目を集めるようになった。1955年に彼女はピアニストのシェル・カールセンに雇われ、彼のセクステットで歌った。1962年には最初のバンドをスタートし、その同じ年にノルウェー系アメリカ人の歌手アン・ブラウンの生徒となった。クローグは1969年までブラウンに師事した。1960年代に彼女はリズム・アンド・ブルース・バンドのPublic Enemiesと共演し、ヒット・シングル「Sunny」と「Watermelon Man」をリリースした。
彼女はヴィグレイク・ストラース、ジェイコブ・ヤング、テリエ・リピダル、アリルド・アンデルセン、ヤン・ガルバレク、デクスター・ゴードン、ケニー・ドリュー、ドン・エリス、スティーヴ・キューン、アーチー・シェップ、ポール・ブレイ、ジョン・サーマン、ニールス＝ヘニング・エルステッド・ペデルセン、レッド・ミッチェル、ベンクト・ハルベルクと一緒に仕事してきた。1994年に彼女はヴァーヴ・レコードからアルバムをリリースした最初のノルウェーのミュージシャンとなった。アルバム『ジュビリー〜ベスト・オブ・30イヤーズ』は彼女の30年にわたるキャリアからの曲を選りすぐったコンピレーションである。

## 受賞歴
- 1965年 バディ賞 ノルウェーのジャズ・フォーラム[2]
- 1969年 ベルリンにおける『DownBeat』誌投票の勝者[2]
- 1970年 大阪におけるヨーロッパ投票の勝者[2]
- 1971年 レコード・オブ・ザ・イヤー（日本）デクスター・ゴードンとのアルバム『ブルース・アンド・バラッズ』にて。
- 1974年 スペルマン賞（ノルウェーのグラミー賞）[2]
- 1975年 女性シンガー・オブ・ザ・イヤー、ヨーロッパ・ジャズ連盟[2]
- 1981年 オスロ評議会アーティスト賞[2]
- 1983年 ガムレン賞[2]
- 1999年 ラドカ・トネフ記念賞
- 1999年 スペルマン賞、ジョン・サーマンとのアルバム『G線上のアリア』にて。
- 2005年 騎士、国王ノルウェー功労勲章[2]
- 2007年 アンデルス・ヤールス文化賞[2]
- 2008年 エラ賞[2][3]
- 2012年 スペルマン賞、名誉賞
- 2013年 スペルマン賞、ジョン・サーマンとのアルバム『ソングス・アバウト・ディス・アンド・ザット』にて。

## ディスコグラフィ

### リーダー・アルバム
- 『バイ・マイセルフ』 - By Myself (1964年、Philips)
- 『ジャズ・モーメンツ』 - Jazz Moments (1966年、Sonet)
- 『ジョイ』 - Joy (1968年、Sonet)
- 『ブルース・アンド・バラッズ』 - Some Other Spring Blues And Ballads (1970年、Sonet) ※with デクスター・ゴードン
- 『ライヴ・アット・ザ・フェスティヴァル』 - Live at the Festival (1973年、Enja)
- 『ガーシュイン・ウィズ・カーリン・クローグ』 - Gershwin with Karin Krog (1974年、Polydor)
- 『ミッシェル・ルグランを歌う』 - You Must Believe in Spring (1974年、Polydor)
- 『ウィー・クッド・ビー・フライング』 - We Could Be Flying (1975年、Polydor)
- 『ハイ・フライ』 - Hi-Fly (1976年、Compendium) ※with アーチー・シェップ
- 『ディファレント・デイズ、ディファレント・ウェイズ』 - Different Days Different Ways (1976年、Philips)
- 『ソング・フォー・ユー』 - A Song for You (1977年、Phontastic) ※with ベンクト・ハルベルク
- 『アローン・トゥゲザー』 - But Three's a Crowd (1977年、Bluebell of Sweden) ※with レッド・ミッチェル
- 『カーリン・クローグ・マルメ・セッション』 - As You Are (The Malmö Sessions) (1977年、RCA Victor) ※with ニルス・リンドベリ
- 『クラウド・ライン・ブルー』 - Cloud Line Blue (1979年、Polydor) ※with ジョン・サーマン
- 『スウィンギン・アライバル』 - Swingin' Arrival (1980年、Talent)
- 『ウィズ・マリース・トゥワード・ナン』 - With Malice Towards None (1980年、Bluebell of Sweden) ※with ニルス・リンドベリ
- 『アイ・リメンバー・ユー』 - I Remember You... (1981年、Spotlite) ※with ウォーン・マーシュ、レッド・ミッチェル
- 『トゥ・オブ・ア・カインド』 - Two of a Kind (1982年、Four Leaf Clover) ※with ベンクト・ハルベルク
- 『フリースタイル〜ユーヴ・ガット・スタイル』 - Freestyle (1986年、Odin)
- 『サムシング・ボロウド…サムシング・ニュー』 - Something Borrowed...Something New (1989年、Meantime)
- 『ノルディック・クァルテット』 - Nordic Quartet (1995年、ECM) ※with テリエ・リピダル、ジョン・サーマン
- Det Var En Gang (1995年、NorDisc)
- 『G線上のアリア』 - Bluesand (1999年、Meantime) ※with ジョン・サーマン
- 『ホエア・フラミンゴス・フライ』 - Where Flamingos Fly (2002年、Grappa) ※with ジェイコブ・ヤング
- Where You At? (2003年、Enja)
- 『かもめ』 - Seagull (2005年、Grappa) ※with ベルゲン・ビッグ・バンド
- 『トゥゲザー・アゲイン』 - Together Again (2006年、Grappa) ※with スティーヴ・キューン
- Wildenvey I Ord Og Toner (2007年、Grappa)
- Such Winters of Memory (2008年、ECM) ※with ジョン・サーマン、ピエール・ファーヴル
- 『オスロ・コーリング』 - Oslo Calling (2008年、Meantime)
- Folkways (2010年、Meantime)[6]
- 『ハウス・コンサート』 - House Concert (2010年、Fab) ※with デイヴ・フリッシュバーグ
- 『キャビン・イン・ザ・スカイ』 - Cabin in the Sky (2011年、Gazell) ※with ベンクト・ハルベルク
- 『イン・ア・ラグ・バッグ』 - In a Rag Bag (2012年、Meantime) ※with モルテン・グンナー・ラーセン
- 『ニューヨーク・モーメンツ』 - New York Moments (2013年、Enja) ※with スティーヴ・キューン、『Where You At?』の再発盤
- 『ソングス・アバウト・ディス・アンド・ザット』 - Songs About This and That (2013年、Meantime) ※with ジョン・サーマン
- 『ふたりの夜明け』 - Break of Day (2014年、Meantime) ※with スティーヴ・キューン
- 『ザ・ベスト・シングス・イン・ライフ』 - The Best Things in Life (2016年、Stunt) ※with スコット・ハミルトン
- 『インフィニット・パズ』 - Infinite Paths (2016年、Meantime) ※with ジョン・サーマン

### 参加アルバム
- トーレ・ヨハンセン : Man, Woman, and Child (2000年、Gemini)
- トーレ・ヨハンセン : Like That (2005年、Gemini)